# Morehouse College

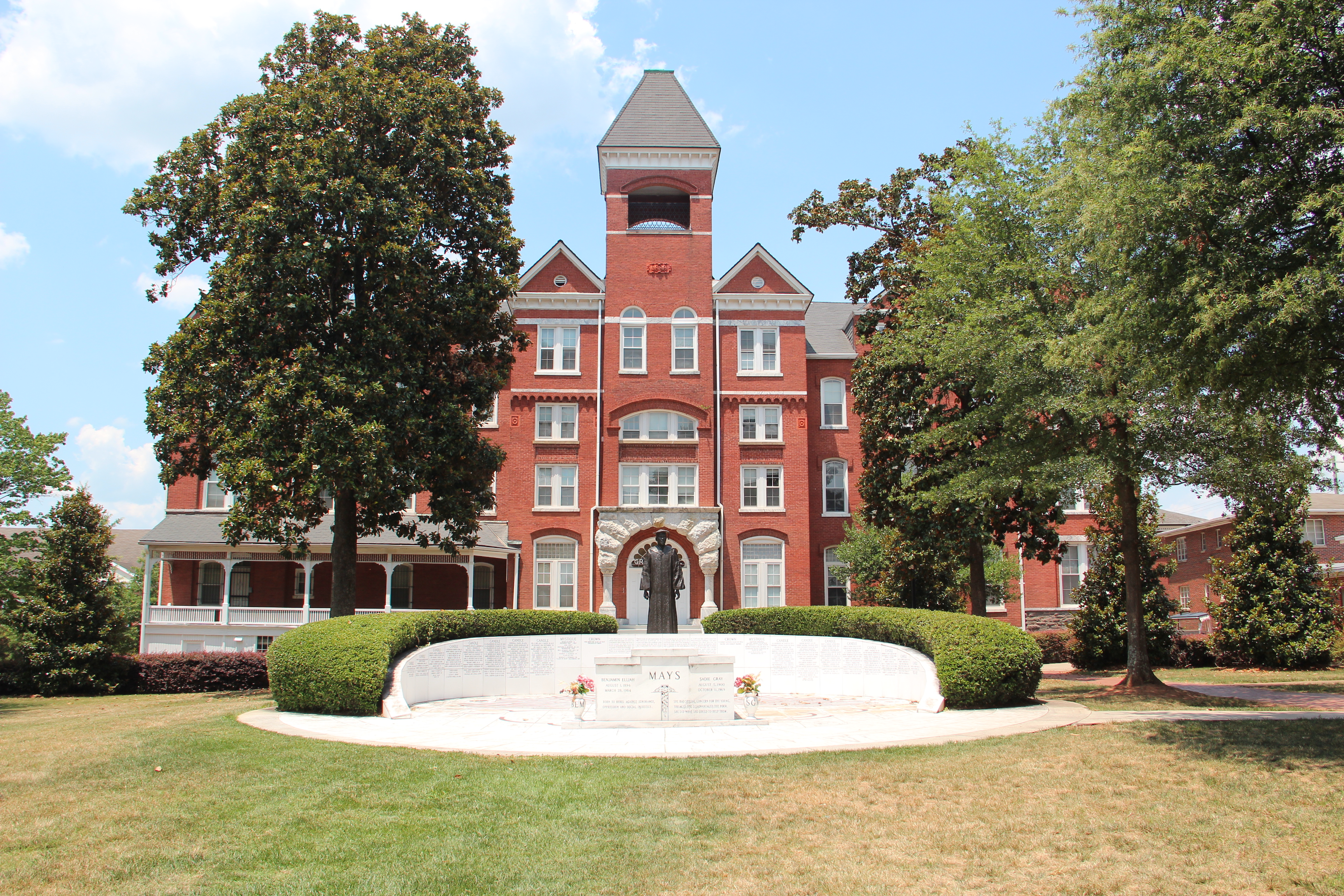
Morehouse College, Graves Hall (2016)

Das Morehouse College ist ein privates Männer-College in Atlanta, Georgia, das zur Zeit der Rassentrennung nur von Afroamerikanern besucht werden durfte, und zählt zu den historischen afroamerikanischen Colleges und Hochschulen. Die Schule ist heute eine von vier verbleibenden traditionellen Männerschulen in den Vereinigten Staaten.
Mit einem Campusgelände von 247.000 m² bietet das College heute Platz für insgesamt 3000 Studenten. Gemeinsam mit der Clark Atlanta University, dem Interdenominational Theological Center, der Morehouse School of Medicine und dem nahegelegenen Frauen-College Spelman College bildet das Morehouse College das Atlanta University Center. Studenten können in einem vierjährigen Studium den akademischen Grad eines Bachelor of Arts oder Bachelor of Science erhalten.
Morehouse sieht seinen Auftrag in der Ausbildung von Führungspersönlichkeiten, die ihre Gemeinden, die Nation und die Welt ändern werden.

## Geschichte
Die Gründung erfolgte 1867 als Augusta Institute in der Springfield Baptist Church in Augusta, Georgia. Ziel war es afroamerikanische Männer für das geistliche Amt und als Lehrer auszubilden. 1879 zog es nach Atlanta um und wurde in Atlanta Baptist Seminary umbenannt. Eine weitere Umbenennung folgte 1897 in Atlanta Baptist College. 1913 erhielt das College den heutigen Namen in Erinnerung an Henry L. Morehouse, Sekretär der Northern Baptist Home Missions Society.

## Persönlichkeiten

### Präsidenten
- Benjamin Elijah Mays – (1940 bis 1967)
- David A. Thomas – (2018)

### Dozenten
- Harriet J. Walton, Mathematikerin

### Bekannte Absolventen
Morehouse’ berühmtester Student war der spätere Bürgerrechtler Martin Luther King Jr., der 1944 – im Alter von 15 ⅔ Jahren – zum Studium zugelassen wurde.
Im Hauptfach Soziologie wurde er von Walter P. Chivers in die Problematik der Rassentrennung eingeführt und bei George D. Kelsey (dem Leiter der School of Religion) hörte er von Mahatma Gandhis gewaltfreiem Widerstand.
Morehouse besitzt eine Martin-Luther-King-Jr.-Sammlung über die Jahre 1944–1968. Sie umfasst neben handschriftlichen Notizen auch Manuskripte seiner Reden und Gottesdienste.
Liste bekannter Absolventen:
- Martin Luther King (1929–1968), Bürgerrechtler
- Herman Cain (1945–2020), Politiker und Geschäftsmann
- Samuel L. Jackson (* 1948), Schauspieler
- Edwin Moses (* 1955), Leichtathlet, Olympiasieger 1976 und 1984
- Spike Lee (* 1957), Regisseur